# Кабрера, Хавьер Фернандес
Хавьер Фернандес Кабрера Мартин Пеньято (исп. Javier Fernández Cabrera Martín Peñato; 4 октября 1984 года, Мадрид) — испанский профессиональный футбольный тренер. В настоящее время он руководит сборной Бангладеш по футболу. Кабрера — тренер с лицензией UEFA Pro с большим опытом работы как в профессиональных, так и в массовых футбольных проектах. Кабрера также имеет репутацию футбольного аналитика. Кабрера работал экспертом-аналитиком в Opta Sports, кроме того, у него есть степень бакалавра по футболу, а также в области рекламы и маркетинга.

## Тренерская карьера
С 2013 по 2015 год Кабрера работал техническим директором и помощником тренера в индийском клубе «Спортинг Клуб де Гоа». В 2016 году он был назначен главным тренером испанского клуба «Райо Махадаонда» и провел год во главе команды, покинув её в 2017 году. Кроме того, в течение 4 месяцев в 2018 году он был главным тренером академии «Барселоны» в Северной Вирджинии. С 2018 года Кабрера работал тренером элитной академии команды Ла Лиги «Алавес», после чего 8 января 2022 года был объявлен главным тренером сборной Бангладеш по футболу.

### Сборная Бангладеш по футболу
19 января 2022 года Кабрера завершил подписание контракта и официально стал главным тренером Сборная Бангладеш по футболу. После подписания контракта первой задачей Кабреры было наблюдение за тренировками всех команд чемпионата Бангладеш, чтобы искать новые таланты. Первая игра Кабреры во главе сборной состоялась 24 марта 2022 года и завершилась поражением со счетом 0:2 в товарищеском матче от Мальдив.

## Тренерская статистика
| Команда           | С                | По    | Статистика | Статистика | Статистика | Статистика | Статистика | Статистика | Статистика | Статистика |
| Команда           | С                | По    | И          | В          | Н          | П          | МЗ         | МП         | РМ         | % побед    |
| ----------------- | ---------------- | ----- | ---------- | ---------- | ---------- | ---------- | ---------- | ---------- | ---------- | ---------- |
| Бангладеш         | 8 января 2022    | н. в. | 25         | 6          | 6          | 13         | 17         | 42         | −25        | 024,00     |
| Бангладеш (до 23) | 19 сентября 2023 | н. в. | 4          | 0          | 1          | 3          | 0          | 7          | −7         | 000,00     |